# Jean Reno
Pour les articles homonymes, voir Reno, Moreno, Herrera et Jiménez.
Moreno  Herrera y Jiménez est un nom espagnol. Le premier nom de famille, en général paternel, est Moreno ; le second, en général maternel, souvent omis, est Herrera y Jiménez.
Jean Reno est un acteur franco-espagnol, né le 30 juillet 1948 à Casablanca au Maroc. Il est d'abord cantonné à des rôles secondaires au début des années 1980, jusqu'à ce que le réalisateur Luc Besson lui permette d'accéder à la notoriété dans Le Dernier Combat (1983), puis dans Subway (1985). 
Besson le choisit ensuite pour interpréter les rôles principaux dans  Le Grand Bleu (1988), Nikita (1990, rôle secondaire plus que principal) et Léon (1994). Il connaît également une grande popularité grâce à la comédie de Jean-Marie Poiré, Les Visiteurs (1993) et ses suites.
Il alterne en jouant dans des comédies, des drames et des thrillers comme L'Opération Corned Beef (1991), Le Jaguar (1996), Les Rivières pourpres (2000), Wasabi (2001), Tais-toi ! (2003), Les Rivières pourpres 2 : Les Anges de l'apocalypse (2004), L'Enquête corse (2004), La Rafle (2010) et L'Immortel (2010).
Il est l'un des rares acteurs français à faire une carrière importante à l'étranger, notamment aux États-Unis. Il tourne ainsi dans French Kiss (1995), Mission impossible (1996), Godzilla (1998), Ronin (1998), Rollerball (2002), Hôtel Rwanda (2004), Da Vinci Code (2005), La Panthère rose (2006), Flyboys (2006), Blindés (2009), Alex Cross (2012) ou encore dans The Last Face (2016).

## Biographie

### Jeunesse et formation
De son vrai nom Juan Moreno Herrera y Jiménez, il naît le 30 juillet 1948 à Casablanca, au Maroc alors sous protectorat français, de parents espagnols originaires d'Andalousie (son père était originaire de Sanlúcar de Barrameda, sa mère de Jerez de la Frontera) et ayant fui le régime de Franco. Plus tard dans sa vie il décida d'aller vivre à Bistroff[réf. nécessaire].
En 1968, après son service militaire effectué en Allemagne, Jean Reno s’installe en France avec sa famille et s’inscrit au cours Simon,. Naturalisé français, il n'oublie pas que « [ses] racines sont avant tout espagnoles, andalouses ». Il a avant tout travaillé dans une banque à Mâcon. Par la suite, il décide de se lancer dans une carrière de comédien et, une fois revenu de son service militaire en Allemagne, monte une compagnie théâtrale avec Didier Flamand.

### Débuts (années 1980)
Jean Reno fait ses premières apparitions dans des films tels que Clair de femme de Costa-Gavras (1979) ou Le Dernier Combat, de Luc Besson (1983) qu'il rencontre sur le tournage des Bidasses aux grandes manœuvres. Et c'est avec ce réalisateur qu'il se fait remarquer en 1985 dans son film Subway, dans lequel il joue aux côtés d'Isabelle Adjani, de Christophe Lambert, de Michel Galabru ou encore de Richard Bohringer.

### Succès et confirmation internationale (années 1990)
C'est en 1988 avec le film Le Grand Bleu que l'acteur connaît véritablement le succès, à quarante ans. Son interprétation d'Enzo Maiorca, sous la direction de Luc Besson, lui permet de s'imposer comme un acteur majeur du cinéma français, et de décrocher sa première nomination au César du meilleur acteur dans un second rôle. Le succès du film au Japon le conduit à tourner des publicités pour la marque automobile Honda Orthia (1996),. Il assure également en 1992 la voix française du personnage principal dans le film d'animation Porco Rosso.
Il retrouve le cinéaste l'année suivante pour prêter ses traits à Victor, le « nettoyeur », dans le film d'action Nikita. Mais c'est un cinéaste plus populaire qui l'amène à percer sur le terrain de l'humour. En effet, après l'avoir choisi pour incarner l'espion Philippe Boulier dit « le Squale » dans la comédie d'action L'Opération Corned Beef, Jean-Marie Poiré lui confie le rôle de Godefroy de Montmirail dans sa comédie d'aventures fantastiques Les Visiteurs. Sorti en 1993, le film connait un immense succès commercial, et fait du tandem Reno / Christian Clavier un duo classique de la comédie française. Reno reçoit même une nomination au César du meilleur acteur.
En 1994, Reno confirme sur un terrain plus noir en jouant le rôle-titre de Léon, qui marque sa cinquième collaboration avec Luc Besson. Le film, qui l'oppose à une jeune Natalie Portman, s'exporte particulièrement bien à l'étranger, permettant à ses acteurs d'être repérés par Hollywood. Côté critique, l'acteur reçoit sa troisième nomination au César du meilleur acteur. Peu actif dans le doublage, il assure la même année la voix française de Mufasa dans le dessin animé Le Roi lion.
L'année 1995 est marquée par un film mineur - la comédie Les Truffes, de Bernard Nauer - mais aussi par deux films confirmant la position de l'acteur - le drame choral Par-delà les nuages, où il évolue notamment aux côtés de Sophie Marceau et John Malkovich, sous la direction de Michelangelo Antonioni ; et enfin la comédie romantique américaine French Kiss, réalisée par Lawrence Kasdan, et menée par le tandem Meg Ryan / Kevin Kline.
En 1996, il est à l'affiche de deux projets très attendus : d'abord la comédie d'aventures Le Jaguar, qui marque le retour en France de Francis Veber. Reno y prête ses traits à Jean Campana, face à Patrick Bruel dans le rôle de François Perrin. Puis il prête ses traits à l'espion Franz Krieger dans le thriller d'action Mission impossible, adaptation de la série éponyme signée Brian De Palma. Reno y donne la réplique à la mégastar Tom Cruise, mais également à sa compatriote Emmanuelle Béart.
L'année 1997 est marquée par deux projets plus mineurs : la comédie fantastique Un amour de sorcière, de René Manzor, d'abord conçue autour de la vedette Vanessa Paradis ; puis la comédie dramatique britannique Pour l'amour de Roseanna, de Paul Weiland. L'acteur prépare en effet une année 1998 bien plus importante. Il réendosse la cotte de mailles de Godefroy de Montmirail pour Les Couloirs du temps : Les Visiteurs 2 ; puis joue les mercenaires français à l'accent bien tranché pour le blockbuster de science-fiction hollywoodien Godzilla, de Roland Emmerich ; pour ce film, il décline le rôle de l'agent Smith dans le thriller de science-fiction Matrix (qui sera finalement confié à Hugo Weaving). Enfin il est dirigé par John Frankenheimer dans le thriller d'action Ronin. Il partage l'affiche du long-métrage avec Robert De Niro. Cette crédibilité acquise à l'international lui permet de monter des projets ambitieux financièrement, de retour en France.

### Grosses productions françaises (années 2000)

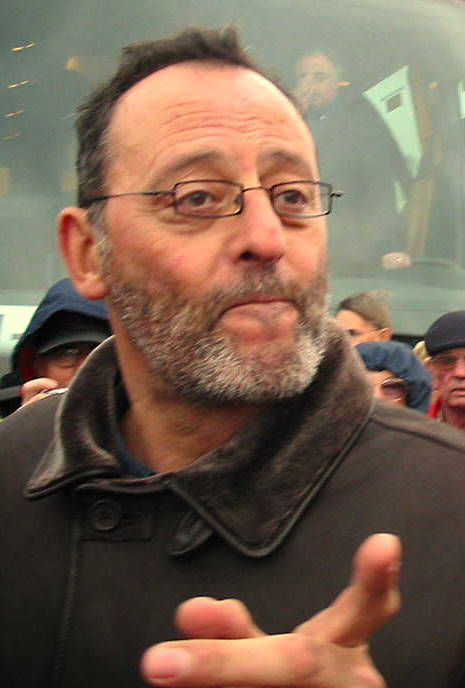
Jean Reno à Saint-Malo en 2005.

Il commence l'année 2000 en portant le thriller policier Les Rivières pourpres, de Mathieu Kassovitz, accompagné de Vincent Cassel. Cette adaptation du roman de Jean-Christophe Grangé est un succès grâce à ses 3 500 000 entrées en France et son beau parcours à l'étranger,,. Le succès du film, pourtant très noir, confirme l'attractivité de l'acteur. Il revient néanmoins en 2001 vers la comédie policière potache avec Wasabi, réalisée par Gérard Krawczyk, révélé par l'énorme succès commercial de Taxi 2. Ce projet qu'il coproduit avec Luc Besson lui permet également de s'adresser au public japonais, l'acteur y donne d'ailleurs la réplique à la jeune actrice Ryōko Hirosue. En 2001, l'acteur parle de sa popularité au Japon « Depuis Le Grand Bleu, Nikita  et surtout Léon, les Japonais nous aiment énormément Luc Besson et moi. Je le vois dans tout le courrier que je reçois de là-bas. Au Japon, je ne peux pas me promener seul et tranquille dans la rue. On m'adore. Luc et moi avions envie de partager quelque chose avec ce public ».
Il partage l'affiche de la comédie romantique Décalage horaire avec une autre actrice française adoubée à l'international, Juliette Binoche. Le succès du film permet d'éclipser le four critique de l'adaptation Les Visiteurs en Amérique, toujours de Jean-Marie Poiré, où il incarne cette fois Thibault de Malfète. Enfin, en 2002, il fait partie de la distribution internationale du thriller d'action Rollerball, réalisé par John McTiernan.
Il préfère ce rôle mineur à un autre, plus important, dans Matrix Reloaded et Matrix Revolutions. L'acteur préférant rester en France avec sa famille.
L'année 2003 lui permet d'ailleurs de confirmer son investissement dans le cinéma français il retrouve d'abord Francis Veber pour la comédie Tais-toi !, pour laquelle il est allié à un autre grand du cinéma français, Gérard Depardieu. Puis il prête de nouveau ses traits à Pierre Niemans pour Les Rivières pourpres 2 : Les Anges de l'apocalypse, cette fois sous la direction d'Olivier Dahan et avec Benoît Magimel. Et enfin il retrouve Christian Clavier pour L'Enquête corse, dont la mise en scène est confiée à Alain Berberian.
L'année 2005 est particulièrement chargée côté européen, il porte l'ambitieux L'Empire des loups, adaptation à gros budget co-écrite et réalisée par Chris Nahon, d'après l'œuvre de Jean-Christophe Grangé. L'acteur est entouré des jeunes Jocelyn Quivrin et Arly Jover. Il participe ensuite à la comédie familiale italienne de Roberto Benigni Le Tigre et la Neige ; enfin il retrouve Hollywood pour la comédie potache La Panthère rose, de Shawn Levy, et le blockbuster Da Vinci Code, de Ron Howard, où il donne notamment la réplique à sa collègue Audrey Tautou.
En 2008, il fait partie de la distribution du thriller Cash, d'Éric Besnard et enchaîne avec les tournages de plusieurs projets hollywoodiens, prévus pour 2009 d'abord La Panthère rose 2, de Harald Zwart, puis la comédie chorale Thérapie de couples, de Peter Billingsley et enfin le thriller d'action Blindés de Nimród Antal.
Il est ensuite la tête d'affiche de deux grosses productions françaises le thriller d'espionnage Le Premier Cercle, de Laurent Tuel, puis le thriller L'Immortel, co-écrit et réalisé par Richard Berry, d'après le roman de Franz-Olivier Giesbert sur le mafieux marseillais Jacques Imbert alias Jacky le Mat, laissé pour mort après avoir reçu 22 balles. Ce dernier film, où Kad Merad joue le principal antagoniste, est un échec critique et commercial, n'attirant que 1 129 959 entrées,,. Cet échec amorce des années 2010 en demi-teinte.

### Échecs et passage à la télévision (années 2010)

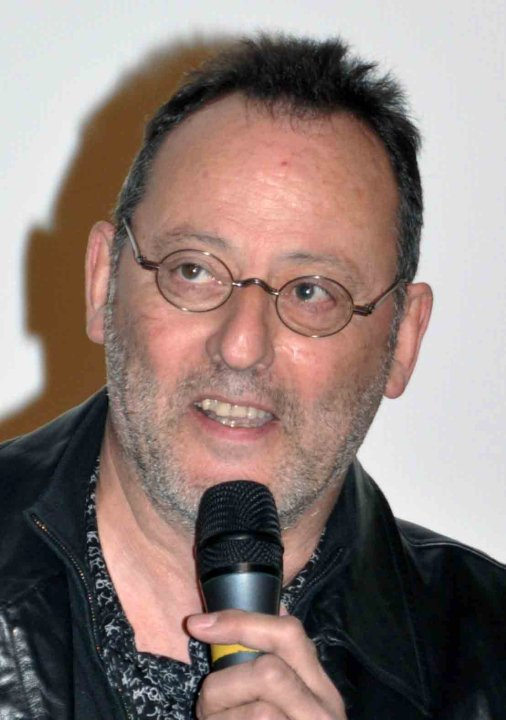
Jean Reno en 2010, à l'avant-première du film L'Immortel.

Il entame la décennie par deux comédies françaises : On ne choisit pas sa famille, pour laquelle il est dirigé par son ancien partenaire Christian Clavier, et la comédie culinaire Comme un chef, où il joue un chef cuisinier face à Michaël Youn devant la caméra de Daniel Cohen. Ces deux productions passent inaperçues. De même pour le film d'action Alex Cross, dernier chapitre d'une trilogie lancée en 1997, réalisée par Rob Cohen.
Il accepte de tourner pour la télévision la co-production internationale Jo une série télévisée policière lancée en 2013 par la chaîne TF1.
En 2014, il est la tête d'affiche de la comédie dramatique Avis de mistral, de Roselyne Bosch, qui lui permet de renouer avec des personnages plus subtils. Mais en fin d'année, la grosse production Benoît Brisefer : Les Taxis rouges est un flop retentissant. Quant à la comédie dramatique américaine Days and Nights, écrit et réalisée par Christian Camargo, est un flop également.
En 2015, il porte le film d'action français Antigang, de Benjamin Rocher, puis retrouve un personnage proche de celui campé dans Avis de Mistral en acceptant le premier rôle de L'Aigle et l'Enfant, drame d'aventures de Gerardo Olivares.
En 2016, deux films attendus reçoivent des critiques désastreuses d'abord Les Visiteurs : La Révolution, suite des précédents films réalisée par Jean-Marie Poiré puis le mélodrame The Last Face, mis en scène par la star hollywoodienne Sean Penn.
En 2017, il est membre du jury du Festival international du film de Pékin, présidé par Bille August.
En 2019, le film d'animation Le Roi lion fait l'objet d'une nouvelle adaptation, où Jean Reno prête à nouveau sa voix à Mufasa pour la version française.

### Années 2020
En 2020, il incarne un trafiquant français au Vietnam dans le film de Spike Lee, Da 5 Bloods : Frères de sang. Il apparait également à la production internationale The Doorman, un film d'action réalisé par Ryûhei Kitamura,. On le voit également dans les films français tels que Bronx et Le Dernier Voyage, ainsi que dans le téléfilm I Love You coiffure réalisé par Muriel Robin. En 2021, il rejoint la distribution de l'adaptation du roman d'auteure, productrice et réalisatrice d'Amanda Sthers dans Les Promesses en Italie et à Londres. En 2022, il multiplie les apparitions dans les séries avec Qui a tué Sara ? et Une affaire privée,. Il rejoint une distribution internationale dans Toutes ces choses qu’on ne s’est pas dites de Marc Levy. En 2023, il est à l'affiche du film d'action Antigang, la relève sorti sur Disney +.

### Engagements
Il soutient la candidature de Nicolas Sarkozy lors de l'élection présidentielle de 2007.
En octobre 2019, il signe avec 40 personnalités du monde du spectacle et de la culture, parmi lesquelles Denis Podalydès, Pierre Arditi, l'ex-ministre de la Culture Françoise Nyssen ou le journaliste Patrick de Carolis, un appel contre l'interdiction de la corrida aux mineurs que la députée Samantha Cazebonne voulait introduire dans une proposition de loi sur le bien-être animal.
Depuis 2020, il est conseiller municipal des Baux-de-Provence, en charge des grands évènements et des relations internationales.

### Vie privée

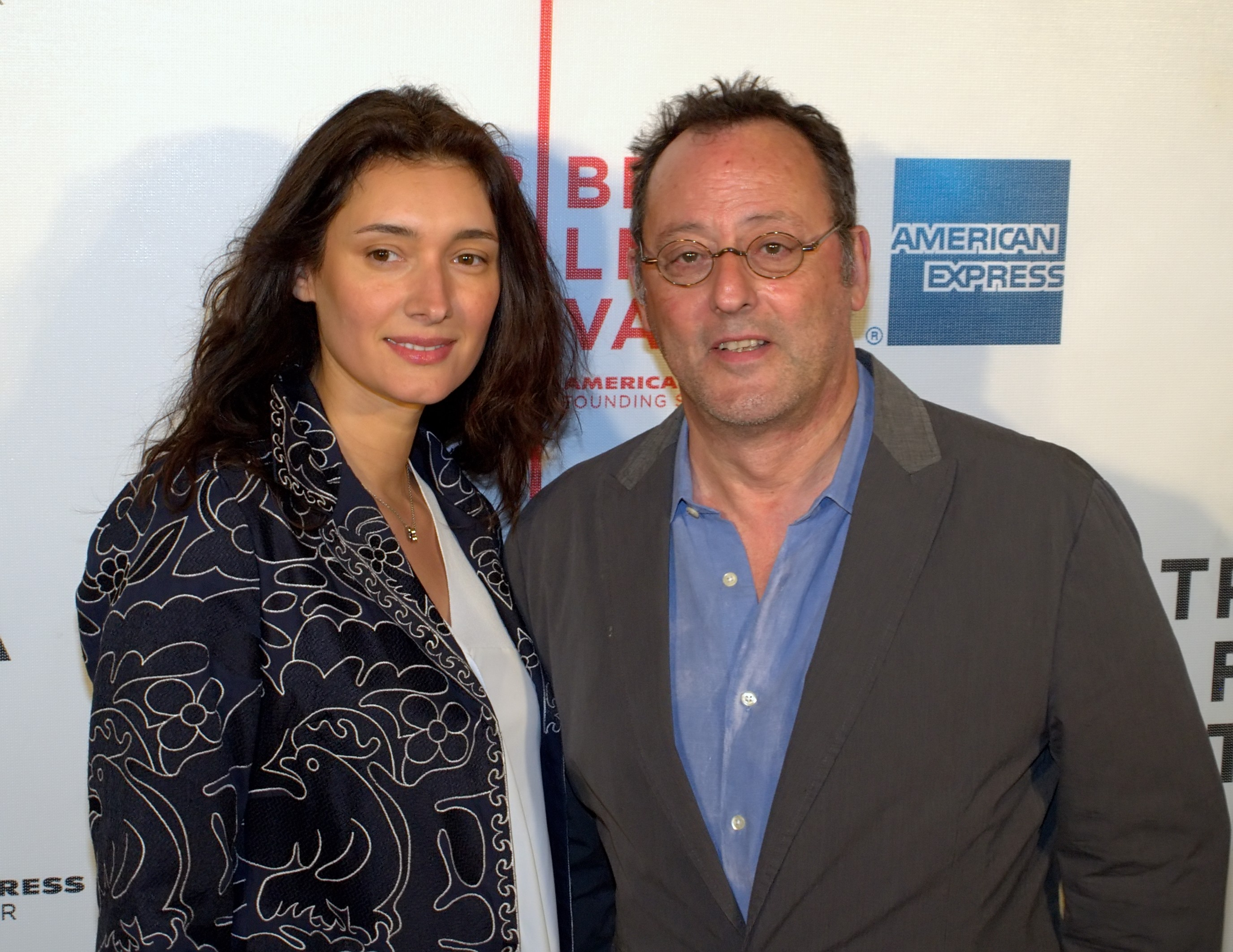
Zofia Borucka et Jean Reno, au Tribeca Film Festival 2010.

Jean Reno est le père de six enfants, issus de trois mariages différents.
De son union avec Geneviève, épousée en 1977, sont issus Sandra (née en 1977) et Michael (né en 1980). Ils divorcent en 1991.
De celle avec Nathalie Dyszkiewicz dont il a divorcé en 2001, sont issus Tom (né en 1996) et Serena (née en 1998).
Le 29 juillet 2006, l'acteur se marie avec Zofia Borucka,, mannequin britannique, avec laquelle il a deux enfants, Cielo (né en 2009) et Dean (né en 2011).
Il est aussi grand-père : sa fille aînée Sandra a un fils, Ange, né en septembre 2013.
Jay-Z est le parrain de son fils Cielo.
Jean Reno est le parrain de Jade Smet, fille de Johnny Hallyday et de Laeticia Hallyday.
Fin mai 2017, il affirme dans une interview à l'Express qu'il est atteint d'un diabète de type 2 depuis dix-sept ans. Par cette annonce, l'acteur incite au dépistage.
Reno possède trois maisons à Paris, en Malaisie et à Los Angeles. Depuis près de 35 ans , le comédien a posé ses valises aux Baux de Provence. Il s’est inclus dans la culture locale, jusqu’à y devenir conseiller municipal.

## Théâtre
- 1977 : Prends bien garde aux zeppelins de Didier Flamand, théâtre des Bouffes-du-Nord
- 1978 : Ecce Homo de Didier Flamand, d'après Henri Michaux, festival d'Avignon
- 1978 : Célimare le bien-aimé d'Eugène Labiche, mise en scène Andréas Voutsinás, théâtre de Boulogne-Billancourt
- 1978-1980 : La Cage aux folles : Flibustier
- 1979 : Je romps et ne plie pas de Loïc Fremont
- 1979 : Société Un de Didier Flamand, Musée d'Art moderne de Paris
- 1980 : Le noisetier cachait bien son jeu, Jean-Claude Dourre
- 1981 : La Manufacture de Didier Flamand
- 1984 : Terre étrangère d'Arthur Schnitzler, mise en scène Luc Bondy, théâtre Nanterre-Amandiers
- 1989 : Andromaque de Racine, mise en scène Roger Planchon, TNP Villeurbanne
- 1991 : Montserrat d'Emmanuel Roblès, mise en scène Jean-François Prévand, théâtre de Boulogne-Billancourt
- 2006 : Les Grandes Occasions de Bernard Slade, adaptation Danièle Thompson, mise en scène Bernard Murat, théâtre Édouard-VII
- 2015 : Nos femmes d'Éric Assous, mise en scène Richard Berry, théâtre de Paris

## Filmographie

### Cinéma

#### Longs métrages

##### Années 1970
- 1979 : L'Hypothèse du tableau volé de Raoul Ruiz : un personnage du tableau
- 1979 : Clair de femme de Costa-Gavras : l'agent de la circulation

##### Années 1980
- 1980 : Voulez-vous un bébé Nobel ? de Robert Pouret : Bernier
- 1981 : Les Bidasses aux grandes manœuvres de Raphaël Delpard : le lieutenant Zag
- 1981 : On n'est pas des anges... elles non plus de Michel Lang
- 1982 : La Passante du Sans-Souci de Jacques Rouffio : la petite frappe
- 1983 : Le Dernier Combat de Luc Besson : la brute
- 1983 : Signes extérieurs de richesse de Jacques Monnet : Marc Letellier
- 1984 : Notre histoire de Bertrand Blier : un voisin
- 1985 : Le téléphone sonne toujours deux fois de Jean-Pierre Vergne : l'homme de confiance de Marraine
- 1985 : Strictement personnel de Pierre Jolivet : le détective Villechaize
- 1985 : Subway de Luc Besson : le batteur
- 1986 : Zone rouge de Robert Enrico : Leccia
- 1986 : I Love You de Marco Ferreri : le dentiste
- 1988 : Le Grand Bleu de Luc Besson : Enzo Molinari

##### Années 1990
- 1990 : Nikita de Luc Besson : Victor, le « nettoyeur »
- 1990 : L'Homme au masque d'or, d'Éric Duret : le père Victorio Gaetano
- 1991 : L'Opération Corned Beef de Jean-Marie Poiré : l'espion Philippe Boulier dit « le Squale »
- 1992 : Loulou Graffiti de Christian Lejalé : Pique la lune
- 1993 : Les Visiteurs de Jean-Marie Poiré : Godefroy de Montmirail
- 1994 : Léon de Luc Besson : Léon
- 1995 : Les Truffes de Bernard Nauer : Patrick
- 1995 : Par-delà les nuages de Michelangelo Antonioni : Carlo
- 1995 : French Kiss de Lawrence Kasdan : Jean-Paul
- 1996 : Le Jaguar de Francis Veber : Jean Campana
- 1996 : Mission impossible de Brian De Palma : Franz Krieger
- 1997 : Un amour de sorcière de René Manzor : Molok
- 1997 : Les Sœurs Soleil de Jeannot Szwarc : un spectateur
- 1997 : Pour l'amour de Roseanna (Roseanna's Grave) de Paul Weiland : Marcello
- 1998 : Les Couloirs du temps : Les Visiteurs 2 de Jean-Marie Poiré : Godefroy de Montmirail
- 1998 : Godzilla de Roland Emmerich : Philippe Roache
- 1998 : Ronin de John Frankenheimer : Vincent

##### Années 2000
- 2000 : Les Rivières pourpres de Mathieu Kassovitz : le commissaire Pierre Niemans
- 2001 : Wasabi de Gérard Krawczyk : Hubert Fiorentini
- 2001 : Les Visiteurs en Amérique de Jean-Marie Poiré : Thibault de Malfète
- 2002 : Rollerball de John McTiernan : Alexis Petrovitch
- 2002 : Décalage horaire de Danièle Thompson : Félix
- 2003 : Tais-toi ! de Francis Veber : Ruby
- 2004 : Les Rivières pourpres 2 : Les Anges de l'apocalypse de Olivier Dahan : Pierre Niemans
- 2004 : L'Enquête corse de Alain Berberian : Ange Leoni
- 2004 : Hôtel Rwanda de Terry George : le président de Sabena Airlines
- 2005 : L'Empire des loups de Chris Nahon : Jean-Louis Schiffer
- 2005 : Le Tigre et la Neige de Roberto Benigni : Fouad
- 2006 : Da Vinci Code de Ron Howard : le commissaire Bézu Fache
- 2006 : Flyboys de Tony Bill : le capitaine Thenault
- 2006 : La Panthère rose (The Pink Panther) de Shawn Levy : Ponton
- 2008 : Cash de Éric Besnard : Maxime Dubreuil
- 2009 : La Panthère rose 2 (The Pink Panther 2) de Harald Zwart : Ponton
- 2009 : Blindés (Armored) de Nimród Antal : Quinn
- 2009 : Le Premier Cercle de Laurent Tuel : Milo Malakian
- 2009 : Thérapie de couples (Couples Retreat) de Peter Billingsley : Marcel

##### Années 2010
- 2010 : L'Immortel de Richard Berry : Charly Mattei
- 2010 : La Rafle de Roselyne Bosch : Dr David Sheinbaum
- 2011 : On ne choisit pas sa famille de Christian Clavier : Luix
- 2012 : Comme un chef de Daniel Cohen : Alexandre Lagarde
- 2012 : Margaret de Kenneth Lonergan : Ramon
- 2012 : Les Seigneurs d'Olivier Dahan : lui-même
- 2012 : Alex Cross de Rob Cohen : Léon Mercier
- 2014 : Avis de mistral de Roselyne Bosch : Paul
- 2014 : Hector et la Recherche du bonheur de Peter Chelsom : Diego
- 2014 : Benoît Brisefer : Les Taxis rouges de Manuel Pradal : Poilonez
- 2014 : Days and Nights de Christian Camargo : Louis
- 2015 : Antigang de Benjamin Rocher : Serge Buren
- 2016 : L'Aigle et l'Enfant (Brothers of the Wind) de Gerardo Olivares : Danzer
- 2016 : Les Visiteurs : La Révolution de Jean-Marie Poiré : Godefroy de Montmirail
- 2016 : The Last Face de Sean Penn : Docteur Mehmet Love
- 2016 : La Promesse (The Promise) de Terry George : l'amiral Louis Dartige du Fournet
- 2017 : Mes trésors de Pascal Bourdiaux : Patrick
- 2017 : The Adventurers de Stephen Fung : Pierre Bisette
- 2017 : La Fille dans le brouillard (La ragazza nella nebbia) de Donato Carrisi : Augusto Flores
- 2019 : 4L (es) (4 latas) de Gerardo Olivares : Jean-Pierre
- 2019 : Cold Blood Legacy : La Mémoire du sang de Frédéric Petitjean : Henry
- 2019 : Polina d'Olias Barco : Écran Hologramme

##### Années 2020
- 2020 : Anya (Waiting for Anya) de Ben Cookson : Henri
- 2020 : The Doorman de Ryūhei Kitamura : Victor Dubois
- 2020 : Da 5 Bloods : Frères de sang (Da 5 Bloods) de Spike Lee : Desroches
- 2020 : Bronx d'Olivier Marchal : Ange Leonetti
- 2020 : Le Dernier Voyage de Romain Quirot : Henri W. R.
- 2021 : Les Promesses d'Amanda Sthers : le grand-père
- 2023 : Antigang, la relève de Benjamin Rocher : Serge Buren
- 2024 : En plein vol (Lift) de F. Gary Gray : Lars Jorgensen
- 2024 : Maison de retraite 2 de Claude Zidi Jr. : Lorenzo, pensionnaire du Bel Azur Club
- 2024 : Mon ami le petit manchot (My Penguin Friend) de David Schürmann : Joao
- 2024 : Loups-Garous de François Uzan : Gilbert Vassier
- 2026 : Le Marsupilami de Philippe Lacheau

#### Courts métrages
- 1981 : L'Avant-dernier de Luc Besson
- 1983 : Ballade sanglante de Sylvain Madigan
- 1984 : Ne quittez pas de Sophie Schmit
- 1984 : Alea de Francis Lemonnier
- 1993 : Paranoïa de Frédéric Forestier et Stéphane Gateau
- 1993 : La Vis de Didier Flamand : Monsieur K César du meilleur court métrage à la 20e cérémonie des César de 1995
- 2010 : The Philosopher[38] de Abdulla Alkaabi : Baggio
- 2016 : Las pequeñas cosas de Alberto Rodríguez : Jean-Pierre

### Télévision

#### Téléfilms
- 1985 : Un homme comblé de Paula Delsol : Joël
- 1986 : Et demain viendra le jour de Jean-Louis Lorenzi
- 1987 : Monsieur Benjamin de Marie-Hélène Rebois : Rommin
- 1993 : Les Aventuriers d'Eden River de Don Kent : Charlie Bert
- 2020 : I Love You coiffure de Muriel Robin : M. Rimbaud

#### Séries télévisées
- 1974 : Un mystère par jour, épisode La Corniche d'Aigrelet de Jean-Paul Carrère : un cycliste[39] (crédité Jonathan Brun)
- 1980 : L'Aéropostale, courrier du ciel de Gilles Grangier : Moraglia
- 1983 : Quelques hommes de bonne volonté de François Villiers
- 1984 : Allô Béatrice de Jacques Besnard
- 1985 : Tender Is the Night de Robert Knights
- 1986 : Série noire, épisode Pour venger pépère de Joël Séria : Christiani
- 2013 : Jo de Sheree Folkson, Kristoffer Nyholm, Stefan Schwartz et Charlotte Sieling : Joachim Saint-Clair
- 2020 : Dix pour cent, saison 4 épisode 6 : lui-même
- 2020 : Die Hart de Kevin Hart : Claude Van De Velde
- 2022 : Qui a tué Sara ?, saison 3 : Reinaldo Gómez
- 2022 : Une affaire privée (Un asunto privado) de Ramon Campos et Gema R. Neira : Héctor
- 2022 : Toutes ces choses qu'on ne s'est pas dites de Miguel Courtois : Michel

### Clips
- 1985 : It's Only Mistery d'Arthur Simms pour le film Subway
- 1999 : Partie de cartes de Johnny Hallyday, réalisé par Cyril Sebas
- 2003 : I'll See It Through de Texas

### Publicité
- Jean Reno a été la voix off des publicités EDF/GDF dans les années 1990 avec son slogan : « Nous vous devons plus que la lumière ».
- En 2011, Jean Reno reprend le personnage de Doraemon lors d'une publicité japonaise pour le constructeur automobile Toyota.
- En 2012, habillé d'un costume blanc et de chaussures blanches, Jean Reno fait la publicité de la chaîne payante Sky en Allemagne.
- En mars 2016, il joue à nouveau dans une publicité japonaise pour Toyota.
- En mai 2016, il joue dans un court-métrage promotionnel pour la marque de bière espagnole Estrella Damm au côté de l'actrice Laia Costa[40].

### Doublage

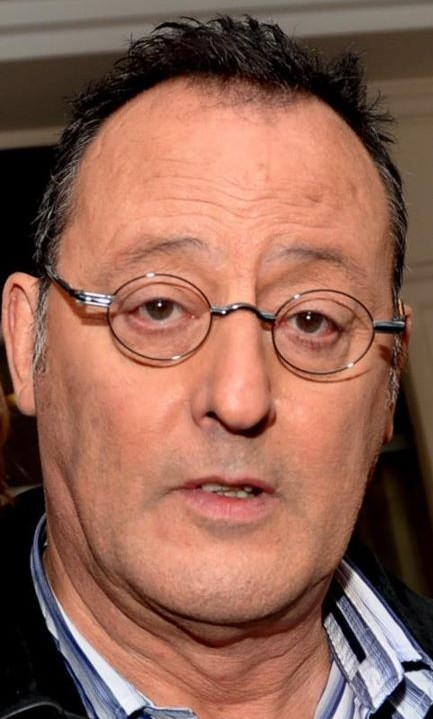
Jean Reno en 2012.

#### Cinéma

##### Films
- 1993 : L'Incroyable Voyage de Duwayne Dunham : Shadow, le Golden retriever[41] (Don Ameche)
- 1997 : Le Cinquième élément de Luc Besson : Mondoshawan / Shadow (Clifton Lloyd Bryan)
- 2001 : Les Visiteurs en Amérique de Jean-Marie Poiré : Thibault, comte de Malfète
- 2011 : Zookeeper de Frank Coraci : Bernie, le gorille (Nick Nolte) (voix)
- 2014 : Paris Story de Jean-Louis Remilleux : narration
- 2019 : Le Roi lion : Mufasa (James Earl Jones) (voix) (version française et québécoise)

##### Films d'animation
- 1992[42] : Porco Rosso (Kurenai no buta) de Hayao Miyazaki : Porco Rosso
- 1994 : Le Roi lion (The Lion King) : Mufasa (version française et québécoise)
- 2001 : Atlantide, l'empire perdu : Vincenzo « Enzo » Santorini
- 2001 : Scooby-Doo et la Cybertraque : crétin de lune #2
- 2006 : Souris City (Flushed Away) : Ze Frog (VF et VO)
- 2006 : O Gengis de Alan Simon : le narrateur
- 2012 : Le Jour des corneilles de Jean-Christophe Dessaint : le père Courge
- 2025 : Zootopie 2 : Bucheron (version Originale et Française)

##### Jeux vidéo

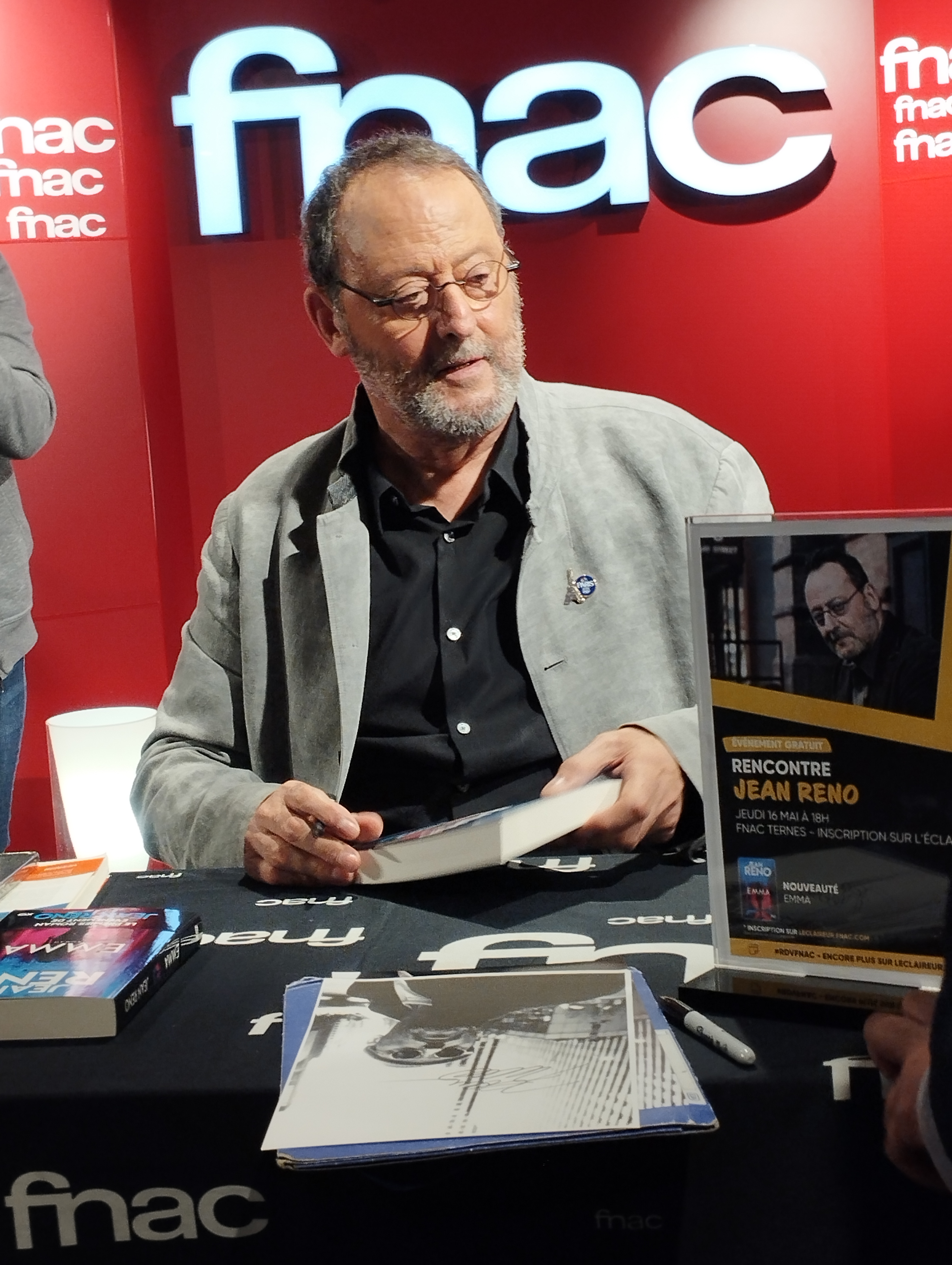
Jean Reno en séance de dédicace à la Fnac de Ternes, à Paris, pour la publication de son roman Emma, le 16 mai 2024.

- 1994 : Le Roi Lion : Le Livre animé interactif : Mufasa (voix)
- 1998 : Les Visiteurs, le jeu d'Ubisoft : Godefroy de Montmirail (voix)
- 2001 : Les Visiteurs : La Relique de sainte Rolande d'Ubisoft : Godefroy de Montmirail (voix)
- 2004 : Onimusha 3: Demon Siege de Capcom : Jacques Blanc (modèle 3D et voix)

## Ouvrage
- 2024 : Emma, roman, XO Editions, 312 p.   (ISBN 978-2374486628)

## Discographie
- 1995 : Pocahontas, une légende indienne racontée par Jean Reno d'après le film des studios Disney : narration
- 1996 : Les Enfants du futur, conte musical d'Alan Simon : Hermès
- 1999 : Excalibur la légende des celtes, opéra-rock d'Alan Simon : narration
- 2014 : Son rêve américain - Johnny Hallyday Live au Beacon Theatre de New-York 2014 (participation, duo avec Johnny Hallyday sur La Musique que j'aime[43] - sortie posthume en 2020[44])
- 2019 : Garçons, album Aime la vie de Florent Pagny.
- 2025 :Comme Jean Reno, album Val Synth de Flora Fishbach

## Distinctions

### Décorations
- Commandeur de la Légion d'honneur (2024)[45] ; officier (2008)[46] ; chevalier (1999)
- Officier de l'ordre national du Mérite (2003)[47]
- Officier de l'ordre des Arts et des Lettres (2007)[48]
- 2015 : Médaille d'or du mérite des beaux-arts décernée par le ministère de l'Éducation, de la Culture et des Sports d'Espagne[49].

### Récompenses
- Prix du cinéma européen 2000 : prix d'accomplissement dans le cinéma mondial

- Festival du film de Giffoni 2012 : prix François-Truffaut

- International Online Cinema Awards 2021 : Meilleure distribution pour Da 5 Bloods : Frères de sang (Da 5 Bloods), partagé avec Chadwick Boseman, Paul Walter Hauser, Lam Nguyen, Y. Lan, Norm Lewis, Delroy Lindo, Jonathan Majors, Veronica Ngo, Johnny Nguyen, Jasper Pääkkönen, Clarke Peters, Sandy Huong Pham, Mélanie Thierry et Isiah Whitlock Jr..

### Nominations
- César 1989 : Meilleur acteur dans un second rôle pour Le Grand Bleu

- César 1994 : Meilleur acteur pour Les Visiteurs

- César 1995 : Meilleur acteur pour Léon

- AARP Movies for Grownups Awards 2021 : Meilleure distribution pour Da 5 Bloods : Frères de sang, partagé avec Chadwick Boseman, Paul Walter Hauser, Lam Nguyen, Y. Lan, Norm Lewis, Delroy Lindo, Jonathan Majors, Veronica Ngo, Johnny Nguyen, Jasper Pääkkönen, Clarke Peters, Sandy Huong Pham, Mélanie Thierry et Isiah Whitlock Jr.
- Austin Film Critics Association Awards 2021 : Meilleure distribution pour Da 5 Bloods : Frères de sang, partagé avec Chadwick Boseman, Paul Walter Hauser, Lam Nguyen, Y. Lan, Norm Lewis, Delroy Lindo, Jonathan Majors, Veronica Ngo, Johnny Nguyen, Jasper Pääkkönen, Clarke Peters, Sandy Huong Pham, Mélanie Thierry et Isiah Whitlock Jr.
- Critics' Choice Movie Awards2021 : Meilleure distribution pour Da 5 Bloods : Frères de sang, partagé avec Chadwick Boseman, Paul Walter Hauser, Lam Nguyen, Y. Lan, Norm Lewis, Delroy Lindo, Jonathan Majors, Veronica Ngo, Johnny Nguyen, Jasper Pääkkönen, Clarke Peters, Sandy Huong Pham, Mélanie Thierry et Isiah Whitlock Jr.
- Chicago Indie Critics Awards 2021 : Meilleure distribution pour Da 5 Bloods : Frères de sang, partagé avec Chadwick Boseman, Paul Walter Hauser, Lam Nguyen, Y. Lan, Norm Lewis, Delroy Lindo, Jonathan Majors, Veronica Ngo, Johnny Nguyen, Jasper Pääkkönen, Clarke Peters, Sandy Huong Pham, Mélanie Thierry et Isiah Whitlock Jr.
- Columbus Film Critics Association Awards 2021 : Meilleure distribution pour Da 5 Bloods : Frères de sang, partagé avec Chadwick Boseman, Paul Walter Hauser, Lam Nguyen, Y. Lan, Norm Lewis, Delroy Lindo, Jonathan Majors, Veronica Ngo, Johnny Nguyen, Jasper Pääkkönen, Clarke Peters, Sandy Huong Pham, Mélanie Thierry et Isiah Whitlock Jr.
- Detroit Film Critics Society Awards 2021 :  Meilleure distribution pour Da 5 Bloods : Frères de sang, partagé avec Chadwick Boseman, Paul Walter Hauser, Lam Nguyen, Y. Lan, Norm Lewis, Delroy Lindo, Jonathan Majors, Veronica Ngo, Johnny Nguyen, Jasper Pääkkönen, Clarke Peters, Sandy Huong Pham, Mélanie Thierry et Isiah Whitlock Jr.
- DiscussingFilm Critics Awards 2021 :  Meilleure distribution pour Da 5 Bloods : Frères de sang, partagé avec Chadwick Boseman, Paul Walter Hauser, Lam Nguyen, Y. Lan, Norm Lewis, Delroy Lindo, Jonathan Majors, Veronica Ngo, Johnny Nguyen, Jasper Pääkkönen, Clarke Peters, Sandy Huong Pham, Mélanie Thierry et Isiah Whitlock Jr.
- Gold Derby Awards 2021 :  Meilleure distribution pour Da 5 Bloods : Frères de sang, partagé avec Chadwick Boseman, Paul Walter Hauser, Lam Nguyen, Y. Lan, Norm Lewis, Delroy Lindo, Jonathan Majors, Veronica Ngo, Johnny Nguyen, Jasper Pääkkönen, Clarke Peters, Sandy Huong Pham, Mélanie Thierry et Isiah Whitlock Jr.
- Hollywood Critics Association Awards 2021 :  Meilleure distribution pour Da 5 Bloods : Frères de sang, partagé avec Chadwick Boseman, Paul Walter Hauser, Lam Nguyen, Y. Lan, Norm Lewis, Delroy Lindo, Jonathan Majors, Veronica Ngo, Johnny Nguyen, Jasper Pääkkönen, Clarke Peters, Sandy Huong Pham, Mélanie Thierry et Isiah Whitlock Jr.
- Indiana Film Journalists Association Awards 2021 :  Meilleure distribution pour Da 5 Bloods : Frères de sang, partagé avec Chadwick Boseman, Paul Walter Hauser, Lam Nguyen, Y. Lan, Norm Lewis, Delroy Lindo, Jonathan Majors, Veronica Ngo, Johnny Nguyen, Jasper Pääkkönen, Clarke Peters, Sandy Huong Pham, Mélanie Thierry et Isiah Whitlock Jr.
- International Cinephile Society Awards 2021 :  Meilleure distribution pour Da 5 Bloods : Frères de sang, partagé avec Chadwick Boseman, Paul Walter Hauser, Lam Nguyen, Y. Lan, Norm Lewis, Delroy Lindo, Jonathan Majors, Veronica Ngo, Johnny Nguyen, Jasper Pääkkönen, Clarke Peters, Sandy Huong Pham, Mélanie Thierry et Isiah Whitlock Jr.
- Music City Film Critics' Association Awards 2021 :  Meilleure distribution pour Da 5 Bloods : Frères de sang, partagé avec Chadwick Boseman, Paul Walter Hauser, Lam Nguyen, Y. Lan, Norm Lewis, Delroy Lindo, Jonathan Majors, Veronica Ngo, Johnny Nguyen, Jasper Pääkkönen, Clarke Peters, Sandy Huong Pham, Mélanie Thierry et Isiah Whitlock Jr.
- NAACP Image Awards 2021 :  Meilleure distribution pour Da 5 Bloods : Frères de sang, partagé avec Chadwick Boseman, Paul Walter Hauser, Lam Nguyen, Y. Lan, Norm Lewis, Delroy Lindo, Jonathan Majors, Veronica Ngo, Johnny Nguyen, Jasper Pääkkönen, Clarke Peters, Sandy Huong Pham, Mélanie Thierry et Isiah Whitlock Jr.
- National Board of Review Awards 2021 :  Meilleure distribution pour Da 5 Bloods : Frères de sang, partagé avec Chadwick Boseman, Paul Walter Hauser, Lam Nguyen, Y. Lan, Norm Lewis, Delroy Lindo, Jonathan Majors, Veronica Ngo, Johnny Nguyen, Jasper Pääkkönen, Clarke Peters, Sandy Huong Pham, Mélanie Thierry et Isiah Whitlock Jr.
- Online Association of Female Film Critics Awards 2021 :  Meilleure distribution pour Da 5 Bloods : Frères de sang, partagé avec Chadwick Boseman, Paul Walter Hauser, Lam Nguyen, Y. Lan, Norm Lewis, Delroy Lindo, Jonathan Majors, Veronica Ngo, Johnny Nguyen, Jasper Pääkkönen, Clarke Peters, Sandy Huong Pham, Mélanie Thierry et Isiah Whitlock Jr.
- Online Film and Television Association Awards 2021 :  Meilleure distribution pour Da 5 Bloods : Frères de sang, partagé avec Chadwick Boseman, Paul Walter Hauser, Lam Nguyen, Y. Lan, Norm Lewis, Delroy Lindo, Jonathan Majors, Veronica Ngo, Johnny Nguyen, Jasper Pääkkönen, Clarke Peters, Sandy Huong Pham, Mélanie Thierry et Isiah Whitlock Jr.
- San Diego Film Critics Society Awards 2021 :  Meilleure distribution pour Da 5 Bloods : Frères de sang, partagé avec Chadwick Boseman, Paul Walter Hauser, Lam Nguyen, Y. Lan, Norm Lewis, Delroy Lindo, Jonathan Majors, Veronica Ngo, Johnny Nguyen, Jasper Pääkkönen, Clarke Peters, Sandy Huong Pham, Mélanie Thierry et Isiah Whitlock Jr.
- Screen Actors Guild Awards 2021 : Meilleure distribution pour Da 5 Bloods : Frères de sang, partagé avec Chadwick Boseman, Paul Walter Hauser, Lam Nguyen, Y. Lan, Norm Lewis, Delroy Lindo, Jonathan Majors, Veronica Ngo, Johnny Nguyen, Jasper Pääkkönen, Clarke Peters, Sandy Huong Pham, Mélanie Thierry et Isiah Whitlock Jr.
- Washington DC Area Film Critics Association Awards 2021 :  Meilleure distribution pour Da 5 Bloods : Frères de sang, partagé avec Chadwick Boseman, Paul Walter Hauser, Lam Nguyen, Y. Lan, Norm Lewis, Delroy Lindo, Jonathan Majors, Veronica Ngo, Johnny Nguyen, Jasper Pääkkönen, Clarke Peters, Sandy Huong Pham, Mélanie Thierry et Isiah Whitlock Jr.